# Petra Haden
Pour les articles homonymes, voir Haden.
Petra Haden, née le 11 octobre 1971 à New York, est une violoniste et chanteuse américaine.
Elle est ou a été membre de plusieurs groupes, dont That Dog, Tito and Tarantula et The Decemberists ; elle a contribué aux enregistrements de The Twilight Singers (en), Beck, Mike Watt, Luscious Jackson (en), Foo Fighters, Green Day, Weezer, The Rentals, Victoria Williams (en), Yuka Honda (en), The Gutter Twins (en) et Cornelius.
Elle est la fille du bassiste de jazz Charlie Haden, la sœur triplée de la bassiste Rachel Haden et de la violoncelliste Tanya Haden (mariée au chanteur et comédien Jack Black) avec qui elle s'est produite sous le nom de The Haden Triplets, et la sœur du bassiste-chanteur Josh Haden, leader du groupe Spain.